# Khulna (divisão)
Khulna é uma das divisões do Bangladexe, sua capital é a cidade de Khulna.

## Distritos
1. Jessore
2. Jhenaidah
3. Magura
4. Narail
5. Bagerhat
6. Khulna
7. Satkhira
8. Chuadanga
9. Kushtia
10. Meherpur